# Bezvízový stát

Bezvízové státy pro české občany

Bezvízový stát je takový, do něhož státní příslušník konkrétní země nepotřebuje získat při krátkodobé návštěvě vízum. Dohodu o bezvízovém styku mají mezi sebou země, ve kterých nedochází k nežádoucí výměně obyvatelstva (migraci), či jsou si politicky blízké. Před rokem 1989 platila mezi Československem a západem vízová povinnost. Získat bezvízový styk s rozvinutými zeměmi je pro řadu rozvíjejících se států světa klíčovým politickým cílem. 

## Seznam bezvízových států

### Evropa
Všechny státy vyjma Běloruska a Ruska

### Asie
- Arménie (90 dní)
- Brunej (90 dní)
- Filipíny (30 dní)
- Gruzie (90 dní)
- Hongkong (90 dní)
- Izrael (90 dní)

- Japonsko (90 dní)

- Jižní Korea (90 dní)
- Kazachstán (30 dní)
- Kyrgyzstán (60 dní)
- Kuvajt (30 dní (visa upon arrival na Kuvajtském mezinárodním letišti))
- Macao (90 dní)
- Malajsie (90 dní)
- Spojené arabské emiráty (90 dní)
- Thajsko (30 dní)
- Tchaj-wan (90 dní)
- Turecko (90 dní)
- Východní Timor (90 dní)

### Afrika
- Botswana (90 dní)
- Gambie (90 dní)
- Jihoafrická republika (90 dní)
- Maroko (90 dní)
- Mauricius (90 dní)
- Senegal (90 dní)
- Seychely (90 dní)
- Svatý Tomáš a Princův ostrov (15 dní)
- Svazijsko (30 dní)
- Tunisko (90 dní)

### Severní Amerika a Karibik
- Antigua a Barbuda (90 dní)
- Bahamy (90 dní)
- Barbados (90 dní)
- Belize (30 dní)
- Dominika (90 dní)
- Dominikánská republika (90 dní)
- Grenada (90 dní)
- Guatemala (90 dní)
- Honduras (90 dní)
- Jamajka (30 dní)
- Kanada (180 dní)
- Kostarika (90 dní)
- Mexiko (90 dní)
- Nikaragua (90 dní)
- Panama (90 dní)
- Salvador (90 dní)
- Svatý Kryštof a Nevis (90 dní)
- Svatý Vincenc a Grenadiny (90 dní)
- Trinidad a Tobago (90 dní)

### Jižní Amerika
Všechny státy (do 90 dní) kromě Guyany a Surinamu.

### Austrálie a Oceánie
- Kiribati (120 dní)
- Mikronésie (30 dní)
- Samoa (90 dní)
- Tonga (90 dní)
- Tuvalu (90 dní)
- Vanuatu (90 dní)